# Dalea formosa
Dalea formosa là một loài thực vật có hoa trong họ Đậu. Loài này được Torr. miêu tả khoa học đầu tiên.

## Hình ảnh

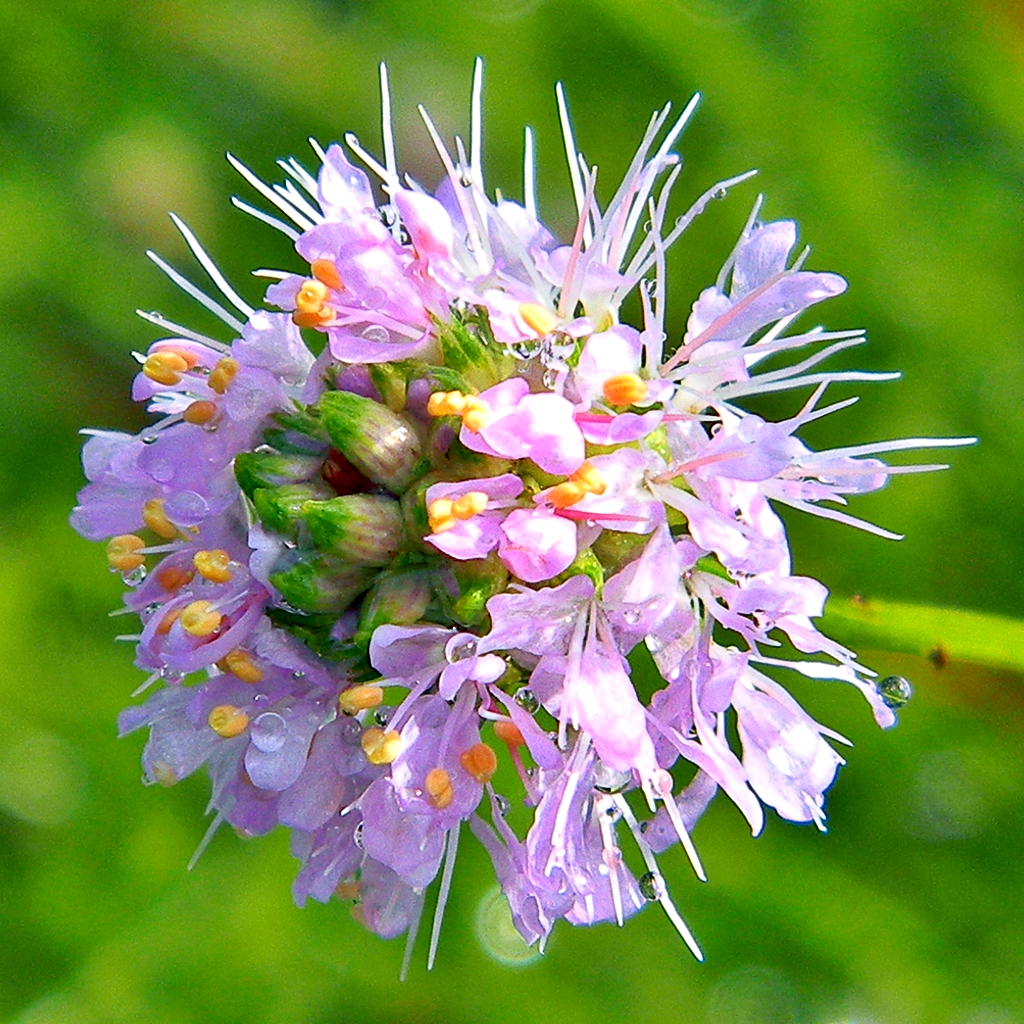
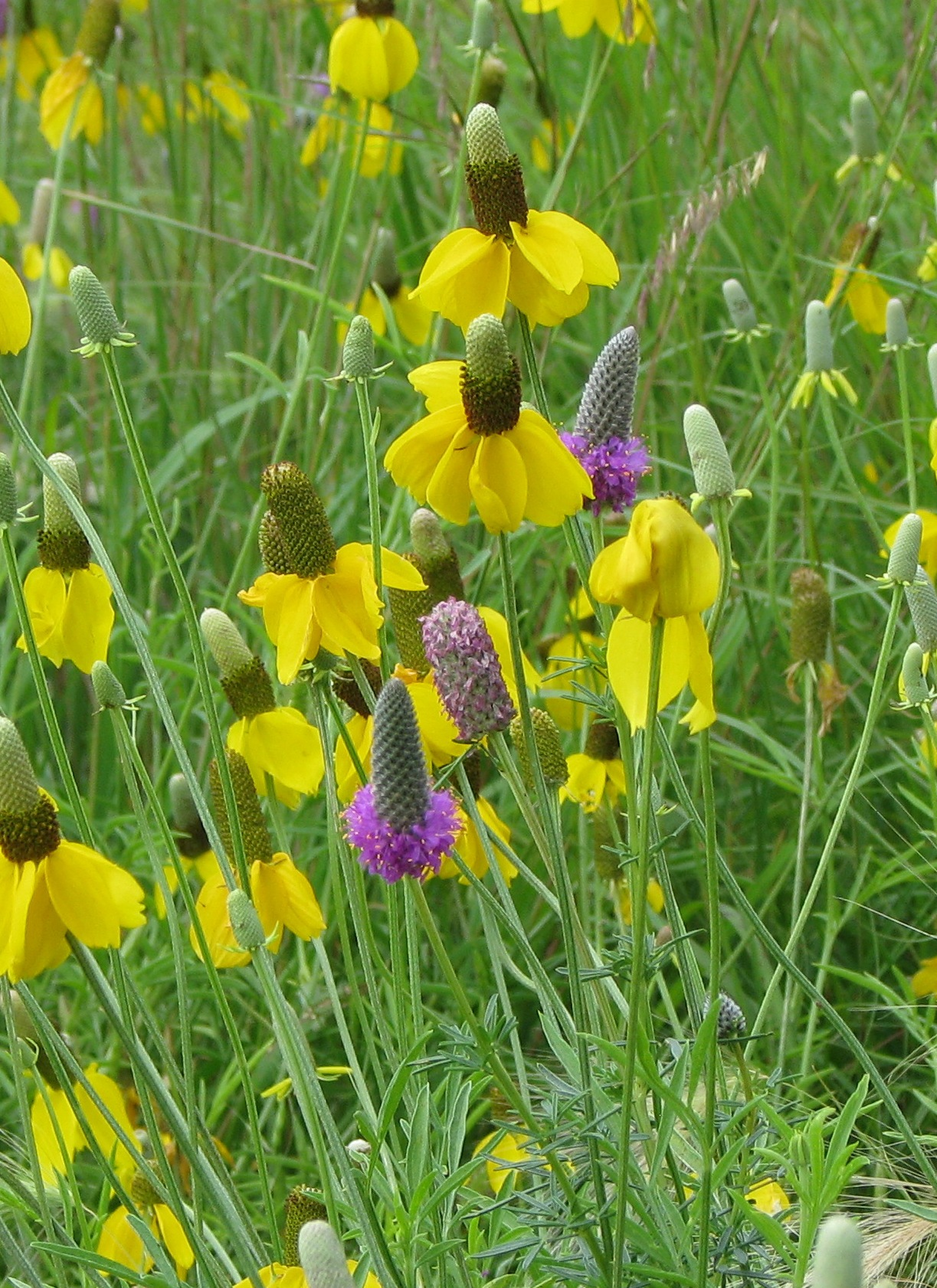